# Uwe Mehlmann
Uwe Mehlmann (Castrop-Rauxel, 1969) è un ex atleta paralimpico tedesco.

## Biografia
Ipovedente, come il fratello minore Olaf, si è formato professionalmente come informatico all'Istituto dei ciechi di Marburgo, dove ha praticato anche l'atletica leggera, distinguendosi nella velocità e nel salto in lungo. Divenuto membro della nazionale paralimpica, ha partecipato alle Paralimpiadi di Seul nel 1988, con la maglia della Germania Ovest e a quelle di Barcellona 1992, con la Germania Unita. Ha inoltre gareggiato ai Mondiali IBSA del 1990 ad Assen e ai Mondiali paralimpici del 1994 a Berlino.
Uwe Mehlmann ha lasciato l'agonismo internazionale dopo il 1994 e si è dedicato alla professione di informatico. Il 23 giugno 1993, con tutti gli atleti vincitori di una medaglia alle Paralimpiadi di Barcellona, è stato insignito dal Presidente della Repubblica Richard von Weizsäcker della Silbernen Lorbeerblatt (Lauro d'argento), massima onorificenza tedesca per meriti sportivi.

## Palmarès
| Anno                                   | Manifestazione       | Sede       | Evento             | Risultato | Prestazione | Note |
| -------------------------------------- | -------------------- | ---------- | ------------------ | --------- | ----------- | ---- |
| In rappresentanza della Germania Ovest |                      |            |                    |           |             |      |
| 1988                                   | Giochi paralimpici   | Seul       | 100 m piani B3     | Argento   | 11"65       |      |
| 1988                                   | Giochi paralimpici   | Seul       | 400 m piani B3     | 4º        | 52"36       |      |
| 1988                                   | Giochi paralimpici   | Seul       | Salto in lungo B3  | 4º        | 6,19 m      |      |
| 1990                                   | Mondiali IBSA        | Assen      | 100 m piani B3     | Oro       |             |      |
| 1990                                   | Mondiali IBSA        | Assen      | 200 m piani B2     | Oro       |             |      |
| In rappresentanza della Germania       |                      |            |                    |           |             |      |
| 1992                                   | Giochi paralimpici   | Barcellona | 100 m piani B3     | Argento   | 11"35       |      |
| 1992                                   | Giochi paralimpici   | Barcellona | 200 m piani B3     | Oro       | 23"06       |      |
| 1992                                   | Giochi paralimpici   | Barcellona | Salto in lungo B3  | Bronzo    | 6,50 m      |      |
| 1994                                   | Mondiali paralimpici | Berlino    | 100 m piani B3     | Bronzo    | 11"42       |      |
| 1994                                   | Mondiali paralimpici | Berlino    | 200 m piani B3     | Oro       | 22"97       |      |
| 1994                                   | Mondiali paralimpici | Berlino    | Salto in lungo F12 | 5º        | 6,47 m      |      |
| 1994                                   | Mondiali paralimpici | Berlino    | 4×100 m T10-12     | Argento   | 43"44       |      |